# Marasovići
Marasovići su zaseok u Starigradu-Paklenici koje se nalazi na ulazu u. Nezna se točno kad su ljudi tamo naselili ali se pretpostavlja prije oko 700-800 godina.
Povijest:
Ljudi su živjeli u malim kamenim kućama i svaka je kuća imala malo polje u Paklenici. Ljudi su preživljavali uglavnom prelaskom Velebita i prodajmo vlastitih proizvoda.
Stanovništvo
Danas zaseok Marasović broji samo nekoliko stanovnica koje ukupno imaju preko 300 g. Najstarija među njima rođena je 1920. godine.
U zaseouku Marasović broje se mnoge znamenitosti kao: Stari mlinovi koje su prije nekih 40 godina ljudi koristili kao osnove za preživljavanje i ljudi su ujedno i živjeli od toga.
Zaseok Marasovići među svojim kućama ima i neke ugostiteljske objekte i muzej tj. Etno kuću. Smatra se da su Marasovići prvi doselili na područje današnjeg Starigrada.

## Vanjske poveznice
- NP Paklenica: Etno-kuća Marasović  Arhivirana inačica izvorne stranice od 15. lipnja 2012. (Wayback Machine)